# いろはに邦楽
『いろはに邦楽』（いろはにほうがく）は、2002年から2007年までNHK教育テレビジョンで放送された5分間のミニ番組である。

## 概要
尺八、三味線、箏、琵琶、長唄、義太夫、吟詠など邦楽全般を幅広く紹介した。
進行役に山田邦子を起用し、学習番組のような堅苦しさを感じさせず、気軽に邦楽に触れられるような番組構成となっていた。

## 放送時間
- 土曜日：20:55 - 21:00
- →日曜日：18:55 - 19:00
- →日曜日：7:25 - 7:30

## 関連番組
- 平成邦楽一座（2007年7月22日・8月5日、NHK-BS2） - 本番組と同じく山田邦子を司会とした邦楽番組。